# Roland Giroux
Pour les articles homonymes, voir Giroux.
Roland Giroux (Montréal, 15 janvier 1913 – Montréal, 4 novembre 1991) est un financier et haut fonctionnaire québécois. Éminence grise financière de six premiers ministres du Québec, de Paul Sauvé à René Lévesque, Roland Giroux est nommé cinquième président d'Hydro-Québec le 1er juin 1969, un poste qu'il a occupé jusqu'à son départ, le 23 juillet 1977. Sous sa gouverne, l'entreprise publique québécoise a lancé les travaux du Projet de la Baie-James.

## Biographie

### Carrière en finance
Figure connue dans les milieux financiers canadien et américain, Giroux commence son ascension dans le monde de la finance à l'âge de 17 ans. En 1930, il est embauché comme messager chez le courtier L.-G. Beaubien et Cie. Seul employé payé au sein de l'entreprise, qui survit tant bien que mal au krach de 1929 et à la Grande Dépression, il gravit rapidement les échelons, devenant successivement caissier, comptable, gérant des ventes pour accéder à la présidence de la firme.
Il devient vice-président de Lévesque-Beaubien lors de l'acquisition de L.-G. Beaubien et Cie par Jean-Louis Lévesque en 1963. Il sera promu président de Lévesque-Beaubien en 1965.

### Conseiller du gouvernement
La connaissance de Roland Giroux des marchés financiers font de lui un conseiller prisé de six premiers ministres du Québec qui se sont succédé durant la période de la Révolution tranquille, de Paul Sauvé à René Lévesque. En 1962, il participe, en compagnie de Jacques Parizeau et Michel Bélanger, à une série de rencontres à New York pour juger de la réaction éventuelle de Wall Street à l'achat des compagnies d'électricité que préparait le gouvernement de Jean Lesage. Les rencontres ont permis de confirmer à Jean Lesage que les financiers américains ne feraient pas obstacle à la nationalisation et qu'ils seraient disposés à financer la transaction.
Politiquement neutre, il jouit du respect des leaders québécois de tous les partis. Dès le lendemain de son élection en 1966, le premier ministre  Daniel Johnson demande à son ami Giroux de devenir un conseiller du gouvernement en matière économique. Il le nomme également au nombre des cinq commissaires de la Commission hydroélectrique de Québec.
À titre de commissaire, Giroux convainc le premier ministre Johnson d'autoriser la construction de l'Institut de recherche d'Hydro-Québec (IREQ) dans la région de Montréal, plutôt qu'à Québec, contre l'avis de hauts fonctionnaires, invoquant qu'il y a un net avantage à localiser un laboratoire d'essai près d'un grand centre de distribution et à proximité du siège social montréalais d'Hydro-Québec.
Il a aussi conseillé les premiers ministres Jean-Jacques Bertrand, Robert Bourassa et René Lévesque.

## Président d'Hydro-Québec
Jean-Jacques Bertrand affirme que Johnson avait l’idée, en nommant Giroux au nombre des commissaires responsables d'Hydro-Québec, de le préparer à prendre la présidence de la société d'État. Bertrand exécute la volonté de son prédécesseur en nommant le financier à la tête d'Hydro-Québec le 1er juin 1969, à la suite de la retraite de Jean-Claude Lessard.
Lessard laisse l'entreprise en excellente situation financière. Pendant les années 1960, Hydro-Québec n'a eu à augmenter les tarifs qu'à une seule reprise, en 1967 et ses profits lui ont permis de maintenir un taux d'autofinancement conforme aux attentes du marché obligataire.
Rapidement, Giroux consolide son pouvoir en s'alliant au commissaire Robert A. Boyd. Les deux hommes se partagent les tâches : le premier s'occupant de la direction générale de l'entreprise et du financement alors que l'ingénieur se voit confier l'exploitation, le transport, la distribution et la planification du réseau.

### Projet de la Baie James
Comparaissant en commission parlementaire le 16 décembre 1969, Giroux et Boyd exposent aux députés les prévisions de demande d'électricité au cours de la prochaine décennie. En réponse au député de Mercier, Robert Bourassa, Boyd affirme que le Québec aura besoin d'augmenter sa puissance installée de 10 000 mégawatts durant les années 1970 — soit l'équivalent des projets Manic-Outardes et Churchill Falls réunis — et qu'il convient d'envisager la construction du projet de la Baie-James,.
Candidat à la succession de Jean Lesage à la tête du Parti libéral du Québec, le jeune Bourassa s'empare de l'idée, qu'il mousse publiquement dans un discours prononcé à Val d'Or. Devenu premier ministre six mois plus tard, Bourassa et son conseiller Paul Desrochers rencontrent à nouveau Giroux et Boyd dans une suite de l'Hôtel Bonaventure à Montréal. La rencontre secrète vise à faire le point sur les perspectives de développement hydroélectrique. Giroux est convaincu du développement, mais prévient le premier ministre que s'il veut aller de l'avant, il devra faire face à une coalition d'écologistes, d'autochtones et de partisans de l'énergie nucléaire.

#### Contrôle du projet
Giroux est insatisfait de la part faite à Hydro-Québec dans le développement hydroélectrique de la Grande Rivière. Il réagit au dépôt du projet de loi 50, le 23 juin 1969 en organisant une série de rencontres avec des représentants de l'opposition et des éditorialistes pour les convaincre que la participation d'Hydro-Québec était nécessaire pour rassurer les marchés financiers et qu'il n'était pas nécessaire de créer « une deuxième Hydro » pour développer le potentiel des rivières du Nord-du-Québec.
En septembre, il est nommé au conseil de la Société de développement de la Baie James, la société d'État chargée par le gouvernement du Québec d'assurer le développement intégré du Nord. Giroux et Pierre A. Nadeau, le président de la SDBJ s'engagent dans un conflit sur le rôle et le contrôle de la Société d'énergie de la Baie James (SEBJ), la filiale chargée de réaliser les aménagements hydroélectriques.
Nadeau souhaite confier la gérance à l'un des deux consortiums de firmes d'ingénieurs-conseils qui ont offert leurs services. Or, les offres de consortiums dirigés par Surveyer, Nenniger et Chênevert (SNC) et Asselin, Benoît, Boucher, Ducharme et Lapointe (ABBDL) laissent peu de place à Hydro-Québec. Giroux et les autres commissaires soutiennent qu'Hydro-Québec doit conserver la maîtrise d'œuvre et qu'elle soit libre de s'associer à des entreprises qui ont de l'expérience dans la gestion de chantiers majeurs, comme l'américaine Bechtel, dont le travail a été apprécié dans le cadre de la construction du projet des chutes Churchill. Cette guerre conduira au départ du président de la SDBJ et à l'arrivée de Robert A. Boyd à la présidence de la SEBJ, au cours de l'été 1972.

#### Financement
Pendant les huit ans où il est à la direction de l'entreprise, Giroux maintient le cap sur la rentabilité. L'excellence de la performance financière d'Hydro-Québec est reconnue en 1976, alors que Giroux, assisté d'Edmond A. Lemieux et Georges Lafond, réussissent à négocier une émission de 1 milliard de dollars sur le marché américain, ce qui constituait à l'époque l'un des plus importants placements privés jamais accordés.